# Sargella cylindrica
Sargella cylindrica är en tvåvingeart som beskrevs av Jean-Baptiste Robineau-Desvoidy 1830. Sargella cylindrica ingår i släktet Sargella och familjen kolvflugor.
Artens utbredningsområde är Frankrike. Inga underarter finns listade i Catalogue of Life.